# Connie Paraskevin
Connie Paraskevin, Constance Anne Paraskevin, (nom de mariage: Paraskevin-Young), née le 4 juillet 1961 à Détroit, est une ancienne patineuse et cycliste sur piste américaine.
Elle est intronisée au Temple de la renommée du cyclisme américain en 2003.

## Biographie
Elle a d'abord effectué une première carrière sportive en patinage de vitesse, discipline où elle a obtenu deux médailles de bronze lors des mondiaux de 1978. Bien que n'ayant participé à aucune compétition, elle a fait partie de la délégation américaine lors des Jeux olympiques de Lake Placid. Quatre ans plus tard, elle participe aux  Jeux olympiques de Sarajevo.
Entre-temps, elle s'est intéressée à une autre discipline, le cyclisme sur piste. Elle remporte un premier titre mondial de la vitesse en 1982, puis confirme son titre en 1983 et 1984. Durant les années suivantes, elle figure toujours parmi les meilleures spécialistes mondiales, remportant ainsi une médaille de bronze lors de la première apparition de la vitesse féminine aux jeux olympiques, lors des Jeux olympiques de 1988 à Séoul.
Deux ans plus tard, elle conquiert un quatrième titre de championne du monde de la discipline.

## Palmarès cyclisme sur piste
Jeux olympiques d'été
- Médaillée de bronze de la vitesse aux Jeux olympiques de 1988 à Séoul,  Corée du Sud

Championnats du monde
- Championne du monde de vitesse aux Championnats du monde 1982 à Leicester,  Royaume-Uni
- Championne du monde de vitesse aux Championnats du monde 1983 à Zurich,  Suisse
- Championne du monde de vitesse aux Championnats du monde 1984 à Barcelone,  Espagne
- Championne du monde de vitesse aux Championnats du monde 1990 à Maebashi,  Japon
- Médaillée d'argent de la vitesse aux Championnats du monde 1985 à Bassano del Grappa,  Italie
- Médaillée de bronze de la vitesse aux Championnats du monde 1986 à Colorado Springs,  États-Unis
- Médaillée de bronze de la vitesse aux Championnats du monde 1987 à Vienne,  Autriche
- Médaillée de bronze de la vitesse aux Championnats du monde 1991 à Stuttgart,  Allemagne

Jeux panaméricains
- Médaillée d'or de la vitesse aux Jeux panaméricains de 1987 à Indianapolis,  États-Unis
- Médaillée d'argent de la vitesse aux Jeux panaméricains de 1995 à Mar del Plata,  Argentine

## Palmarès patinage de vitesse
Championnats du monde de patinage de vitesse
- Médaille de bronze aux 1978
- Médaille de bronze aux 1978